# 雪蓮峰
雪蓮峰是天山山脈其中一個主要的山峰。它座落於中國新疆，位於托木爾峰東北偏東約50公里處。雪蓮峰的地形巨大及陡峭，地形突起度很高，（按地形突起度衡量，是全球第84高的山峰)。然而，它的高度不在世界高山列表中。雪蓮峰有兩個頂峰，主要頂峰是在北方；南面頂峰海拔高達6527米。
日本山岳會分別於1986年、1988年、1989年及1990年進行四次雪蓮峰的遠征，只有最後一次能成功登上主要頂峰。登山隊於1990年由卡拉庫姆冰川（Kazuo Tukushima）開始登山，沿東南脊往上攀，再經過2公里長的雪及岩石飛簷脊到達主峰。隊伍也要經過2.5公里長的岩及冰壁，積雪斜達70°的地方。